# اوناغا
اوناغا (بالإنجليزية: Onaga)‏ هي شخصية خيالية ظهرت في مورتال كومبات معروفة بملك التنانين ويُعتبر أحد أقوى شخصيات عالم (مورتال كومبات) وهو أيضا الإمبراطور السابق للعالم الخيالي في اللعبة المُسمى (العالم الخارجي) وكان شاوكان في ذلك الوقت المستشار الخاص به واصبح حكم اوناغا ضخم وهائل مما جعله ينوي التطرق إلى مفهوم الخلود ولكن قبل أن يحدث ذلك تمكن شاوكان من تسميم(اوناغا) وانتزع شاوكان العرش منه ولكن اوناغا عاد أكثر من مرة إلى الحياة، حيث تمكن من أخذ تميمة(شينوك)الإله السابق وحاكم العالم الخيالي المُسمى(العالم السفلي)السابق أيضا وبهذا اوناغا استطاعَ بأن يقتل الكثير من الشخصيات أهمهم هو رايدن ولكن اعاد معظم الذين قتلهم على هيئة فاسدة وشريرة.